# Outlander (filme)
Outlander (bra: Outlander - Guerreiro vs Predador; prt: Outlander - A Vingança) é um filme norte-americano-alemão de 2008, dos gêneros ficção científica, ação e aventura, dirigido por Howard McCain e estrelado por James Caviezel.
Caviezel o descreve como uma mistura de Coração Valente e Highlander.

## Sinopse
A história começa quando uma espaçonave cai no planeta Terra. A nave aterriza na Noruega durante a era dos viquingues, 709. Dos destroços, sobrevive um soldado de outro planeta - Kainan (James Caviezel) - que caça uma criatura fosforescente e vingativa, conhecida como Moorwen. Ambos querem vingança: o soldado, pela morte de sua família, e o monstro, pela destruição de sua espécie em seu planeta natal.
Quando Moorwen destrói um vilarejo viquingue, matando tudo que encontrou à sua frente, Kainan faz uma aliança com os primitivos e ferozes guerreiros. Embora tentando caçar o monstro, os guerreiros de outro vilarejo os atacam, terminando em grandes perdas para ambos os lados. No entanto, ao se esconderem na floresta, eles são atacados por Morween, os levando à pedir por ajuda no vilarejo de Kainan.
Na aldeia, Morween mata muitas pessoas, incluindo um dos reis tribais. Com medo e guerreiros desmoralizados, os viquingues começam a deixar a aldeia, em busca de um novo e seguro lar. Kainan e os sobreviventes se unem para destruí-lo. Ele reúne pedaços de metal de sua nave, construindo, assim, armas capazes de machucar a criatura.
Após uma alucinante jornada, os viquingues e Kainan enfrentam o Moorwen, numa luta desesperada por sobrevivência. No fim, Kainan faz uma escolha que muda o seu destino e o dos viquingues para sempre.

## Elenco
| Ator/atriz           | Personagem                  |
| -------------------- | --------------------------- |
| James Caviezel       | Kainan                      |
| Sophia Myles         | Freya                       |
| Jack Huston          | Wulfric                     |
| John Hurt            | Rothgar                     |
| Cliff Saunders       | Boromir                     |
| Patrick Stevenson    | Unferth                     |
| Aidan Devine         | Einar                       |
| Ron Perlman          | Gunnar                      |
| Bailey Maughan       | Erick                       |
| John Nelles          | Donal                       |
| James Preston Rogers | Bjorn                       |
| Scott Owen           | Aethril                     |
| Petra Prazak         | Mara                        |
| Owen Pattison        | Galen, filho de Kainen      |
| Matt Cooke           | Capitão                     |
| Katie Bergin         | Sonja                       |
| Todd Godin           | Lars                        |
| Mauralea Austin      | Jona                        |
| Matthew Amyotte      | Arn                         |
| John Beale           | Edmund                      |
| Ted Ludzik           | Olaf                        |
| James Binkley        | Leader                      |
| Liam McNamara        | Finn                        |
| Ricardo Hoyos        | Jon                         |
| Michael Ray Fox      | Guerreiro Alien             |
| Bryan Renfro         | Guerreiro de cabelos cinzas |
| Jon K. Loverin       | Pastor                      |
| Andrew Albert        | Bêbado                      |
| Brian Heighton       | Comerciante                 |
| Danny Lima           | Escravo                     |